# ریچ مک کورمیک
ریچارد دین مک کورمیک (زاده ۷ اکتبر ۱۹۶۸) یک سیاستمدار و پزشک آمریکایی است. او که عضو حزب جمهوری‌خواه است، از سال ۲۰۲۳ نماینده حوزه انتخابیه ششم جورجیا  در مجلس نمایندگان ایالات متحده بوده است مک کورمیک نماینده ثروتمندترین ناحیه کنگره در ایالت جورجیا است.
مک کورمیک در سال ۱۹۶۸ در لاس وگاس به دنیا آمد و در سال ۱۹۸۶ از دبیرستان کاتولیک مرکزی در پورتلند، اورگان فارغ‌التحصیل شد او در سال ۱۹۹۰ مدرک لیسانس علوم را از دانشگاه ایالتی اورگان دریافت کرد او کارشناسی ارشد مدیریت بازرگانی خود را از دانشگاه ملی در سال ۱۹۹۹ و دکترای پزشکی خود را در دانشکده پزشکی مورهاوس در سال ۲۰۱۰ دریافت کرد.